# Jan Leon Kozietulski
Jan Leon Hipolit Kozietulski herbu Abdank (ur. 4 lipca 1778 lub 1781 w Skierniewicach, zm. 3 lutego 1821 w Warszawie) – pułkownik wojsk polskich, dowódca 3. szwadronu 1 Pułku Lekkokonnego Polskiego Gwardii Cesarskiej (1er Régiment de Chevau-Légers Polonais de la Garde Impériale), dowódca 3 Pułku Eklererów Gwardii Cesarskiej (3e régiment des éclaireurs de la Garde impériale), dowódca 4 Pułku Ułanów Królestwa Kongresowego. Baron Cesarstwa Francuskiego. 

## Życiorys
Uczestnik kampanii napoleońskich w latach 1806–1807 i 1808 r. w Hiszpanii. W kwietniu 1807 roku został dowódcą 3 szwadronu szwoleżerów. 30 listopada 1808 prowadził szarżę szwoleżerów na przełęczy Somosierra. Brał udział w kampanii austriackiej, w bitwie pod Wagram (1809), w kampanii rosyjskiej (1812–1813) i niemieckiej (1813–1814). Uczestnik bitwy narodów pod Lipskiem. Jego czyny są opiewane w pieśni Marsz Kozietulskiego. W 1811 roku został baronem Cesarstwa Francji.
Był kawalerem i oficerem Legii Honorowej od 1809. Odznaczony Krzyżem Złotym Orderu Virtuti Militari w 1810, Orderem Zjednoczenia i rosyjskim Orderem św. Anny.
Zmarł po długiej chorobie, którą pogłębiło fałszywe podejrzenie o sprzeniewierzenie pułkowej kasy, w wieku 43 lat 3 lutego 1821 w Warszawie. W uroczystościach żałobnych uczestniczyły tysiące mieszkańców stolicy. Pochowany został w podziemiach kościoła parafialnego pw. Świętej Trójcy w Belsku Dużym.
Był członkiem loży wolnomularskiej Zum Tempel der Weisheit (Świątynia Mądrości) w Warszawie i paryskiej Saint Louis de la Martinique des Frères réunis.

## Upamiętnienie
Od jego nazwiska ukuty został w latach zaborów, a następnie powtarzany w latach PRL-u, a nawet w III RP termin Kozietulszczyzna, dla podkreślenia skłonności Polaków do niepotrzebnej brawury prowadzącej do ogromnych strat bez widocznego efektu.
Jego imieniem nazwano przedwojenny 3 Pułk Szwoleżerów Mazowieckich. 
4 lutego 2024 w Belsku Dużym odsłonięto jego popiersie. 

## Wywód genealogiczny
| 4. Rafał Seweryn Kozietulski z Kozietuł |  |                                  |  |  |                                 |
|                                         |  | 2. Antoni Kozietulski z Kozietuł |  |  |                                 |
| 5. Zuzanna Turowska                     |  |                                  |  |  |                                 |
|                                         |  |                                  |  |  | 1. Jan Leon Hipolit Kozietulski |
| 6. Kasper Grotowski z Grotowic          |  |                                  |  |  |                                 |
|                                         |  | 3. Marianna Grotowska z Grotowic |  |  |                                 |
| 7. Konstancja Dobiecka z Dobiecina      |  |                                  |  |  |                                 |
|                                         |  |                                  |  |  |                                 |